# Schafkopf
Schafkopf är en bergstopp i Österrike.   Den ligger i distriktet Zell am See och förbundslandet Salzburg, i den centrala delen av landet, 300 km väster om huvudstaden Wien. Toppen på Schafkopf är 2 657 meter över havet.
Terrängen runt Schafkopf är mycket bergig. Runt Schafkopf är det ganska glesbefolkat, med 29 invånare per kvadratkilometer.. Närmaste större samhälle är Mittersill, 14,4 km norr om Schafkopf. 
Trakten runt Schafkopf består i huvudsak av gräsmarker.